# Valkumei
Valkumei (en rus, Валькумей) és un possiólok rus deshabitat del districte autònom de Txukotka.

## Història
Abans de la fundació de l'assentament, es va dur a terme una expedició preliminar encapçalada per un geòleg anomenat Dietmar per avaluar les perspectives de desenvolupament de la mineria a la zona immediata. Va predir que hi havia quantitats importants de mineral d'estany de cassiterita a la zona, una predicció que va ser confirmada per expedicions posteriors, més concentrades, d'equips més grans de geòlegs.
Valkumei fou fundat el 1941 quan es començaren les explotacions mineres a la zona, les primeres tones d'estany es van extreure de la mina de Valkumey en forma de cassiterita. La mineria va ser feta gairebé íntegrament per presoners i exiliats creats pel sistema Dalstroy GULAG. Poc després de l'obertura d'aquesta mina, es van obrir més mines d'estany prop de Pevek i Iultin, i la mineria es va convertir en l'element principal de l'economia de Chukotkan. Valkumey es va convertir en un dels principals centres de mineria d'estany a la Unió Soviètica, subministrant un percentatge important de l'estany requerit per l'exèrcit soviètic.
El 1968 la vila tenia ja 3.700 habitants, No obstant això, amb el tancament de la mina, l'assentament es va abandonar el 1998, i la població restant es va traslladar a la ciutat de Pevek, 12 quilòmetres (7,5 milles) amunt de la costa al nord. A partir de 2009, Valkumey s'inclou a la llista d'assentaments actualment en procés de liquidació.